# Super Tamade
Super Tamade (スーパー玉出, Suupaa Tamade) és un grup japonés amb implantació a les prefectures d'Osaka i Hyogo que gestiona una cadena de supermercats oberts les 24 hores del dia i coneguts a la zona per la seua política de preus baixos i ofertes, així com pel cridaner aspecte de les botigues, decorades amb llums de neó. A més dels supermercats, el grup disposa d'immobiliàries, centres de bowling, billar i karaoke. La seu dels establiments i la tenda principal es troben al districte de Nishinari, a la ciutat d'Osaka. El gruix de les sucursals són a Osaka (31 botigues), a la resta de la prefectura hi ha 15 botigues, principalment repartides per l'àrea metropolitana d'Osaka i ciutats dormitori, i a la ciutat d'Amagasaki, a Hyogo, el grup també disposa d'una botiga. Una particularitat dels supermercats Tamade és que obren tots els dies de l'any i les 24 hores del dia, tot i que això últim no és en totes les botigues.
Al llarg del temps, el supermercat Tamade s'ha convertit en un símbol d'Osaka i el seu estil comercial, especialment de la zona sud de la ciutat com Nishinari i Shinsekai, rebent a televisions de tot el Japó que fan programes especials sobre l'establiment.